# LEDA
LEDA は、効率的なデータ構造とアルゴリズムのためのオブジェクト指向C++ クラスライブラリである。LEDA は、グラフ理論、ネットワーク問題、幾何学計算、組合せ最適化などの分野における広範なアルゴリズムを提供する。
以前は株式会社ヒューリンクスで販売されていた。
以下のエディションが用意されている。
Professional Edition
対象者
営利目的の組織や企業、それらと共同で研究を行う大学の研究部門や政府機関
Research Edition
対象者
教育・研究目的の大学
Free Edition
対象者
制限なし

## 特徴
- 豊富なデータ型と制御構造が提供されている。
- 幾何学アルゴリズム
  - convex hull
  - デローニー三角分割
  - 線分の交点アルゴリズム
  - ポリゴンにおけるブール演算
  - ミンコフスキー和
- 様々なコンテナ・データ型
  - list、array、map、dictionary、priority queue、stack、queue、set、dynamic tree 等
- 多くのネットワークアルゴリズムをクラスとして提供。
  - 最短経路
  - 深さ優先探索
  - 幅優先探索
  - 最小全域木
  - マッチング
  - 重み付きマッチング
  - ネットワークフロー
  - 平面性判定
  - グラフレイアウト
- 高機能 GUI が種々のウィンドウ（グラフィック・ウィンドウ、グラフ・ウィンドウ、幾何ウィンドウ） で利用可能。
- 計算誤差対策のための数値型
  - 桁数制限なしの整数型 （Integer）
  - 有理数型 （Rational）
  - 実数 （Real）

## 歴史
LEDA は、独マックスプランク研究所で開発された。『Library of Efficient Data types and Algorithms（効率的なデータ型とアルゴリズムのライブラリ）』の頭文字をとってその名が付けられた。
| バージョン | 説明                                                                                                   |
| ---------- | --- |
| 2.0.1      | |
| 2.1        | |
| 2.1.1      | |
| 2.2        | |
| 2.2.1      | |
| 2.2.2      | |
| 3.4        | ウィンドウライブラリの名前を変更                                                                       |
| 3.4.1      | |
| 3.5        | |
| 3.5.1      | ループ内で要素を削除する場合の挙動の変更                                                               |
| 3.5.2      | 全ての読み取り専用アクセスの戻り値の型をconst T&に変更                                                 |
| 3.6        | |
| 3.6.1      | |
| 3.7        | |
| 3.7.1      | |
| 3.8        | |
| 4.1        | Borland C++ 5.4をサポート                                                                              |
| 4.2        | KAI C++ 3.4、Borland C++ 5.5をサポート                                                                 |
| 4.2.1      | Sun C++ 6.0、g++2.96をサポート                                                                         |
| 4.3        | SunPro C++ 5.2、g++3.0、Metrowerks C++、aCCをサポート                                                  |
| 4.4        | |
| 4.4.1      | ダイナミック・リンク・ライブラリのみがサポートされ、スタティック・ライブラリはサポートされなくなった。 |
| 4.5        | |
| 5.0        | g++3.4.xをサポート                                                                                     |
| 5.0.1      | |
| 5.1        | g++4.0.x、Visual Studio 2005(x86)をサポート                                                            |
| 5.1.1      | Visual Studio 2005(x64)をサポート                                                                      |
| 5.2        | g++4.1をサポート                                                                                       |
| 6.0        | g++4.2をサポート                                                                                       |
| 6.1        | .NET 2008をサポート                                                                                    |
| 6.2        | g++4.3.xをサポート                                                                                     |
| 6.2.1      | |
| 6.2.2      | |
| 6.3        | g++4.5.x、.NET 2010をサポート                                                                          |
| 6.4        | - geometry - メソッド追加 - graph - メソッド追加                                                       |

## 応用事例
LEDA は、テレコミュニケーション、GIS (地理情報システム) 、VLSI 設計、スケジューリング、交通計画、計算生物学、およびコンピュータを利用する様々な分野で利用されている。
セレラゲノミックス社： ヒトゲノム解読
2000年9月、セレラゲノミックス社の Dr.Knut Reinert 氏が LEDA 開発元のマックスプランク研究所を訪問し、ヒトゲノム解読問題を解決するために、LEDA を使用していることを明らかにした。
ゲノムの断片の並び替えやDNAの基礎構造の可視化、DNAの部分配列の対話的な修正のためにLEDA を使用している。
独 Mobile Connect 社：無線およびモバイル通信システムのシミュレーション
RadioTracerは、無線およびモバイル通信システムの電磁特性を推定するシミュレーションプログラムである。
RadioTracerは、データの維持と格納、無線パスの格納、図の可視化のためにLEDA を使用している。
独 Softwareburo Bubel（現CAIGOS GmbH）社：地理情報システム
PolyGISは、地理情報システム（GIS）である。
PolyGISは、地理情報の地域中の交差や結合の部分の誤差無し計算のためにLEDAを使用している。
独 Encom社：プロジェクト･プランニング、プロジェクトコントロール関連の開発、製品
Encom社は、各種データ構造や、タイムスケジュール、ネットワーク計画、資源配分の表現、計算、最適化のために、LEDAを使用している。